# イワナシ
イワナシ（岩梨、学名：Epigaea asiatica ）はツツジ科イワナシ属の常緑小低木。別名、イバナシ。

## 特徴
茎は赤褐色の粗い毛を持ち、地上を這って広がり、長さは10-25cmになる。葉は短い柄をもって茎に互生し、やや革質になる。葉の形は卵形で先端は尖り、長さ4-10cm、幅2-4cmになり、縁には褐色の粗い毛が生じる。
花期は5-6月。枝の先端に総状花序につき、3-8個の淡紅色の花をつける。萼は深く5裂し、長さ1cmの鐘形の花冠をつける。花冠は先端が5裂し広がる。雄蕊は10本ある。果実は緑色から赤褐色の果皮に包まれ、径1cmの扁球形の蒴果となり、ナシのような甘味があり、食用になる。
和名は果実がナシ（梨）に似ていることによる。

## 分布と生育環境
日本固有種。北海道西南部、本州の日本海側に分布し、山地から亜高山帯の林縁に生育する。

## ギャラリー
- 花
- 果実

- 果実
- 果実